# Thanatophilus roborowskyi
Thanatophilus roborowskyi es una especie de escarabajo carroñero del género Thanatophilus, categorizada en la tribu Silphini, de la subfamilia Silphinae. Fue descrita por Jakovlev en 1887.

## Distribución
Se distribuye por Asia: China.